# Campanula hawkinsiana
Campanula hawkinsiana là loài thực vật có hoa trong họ Hoa chuông. Loài này được Hausskn. & Heldr. mô tả khoa học đầu tiên năm 1887.